# Columbia (imię)

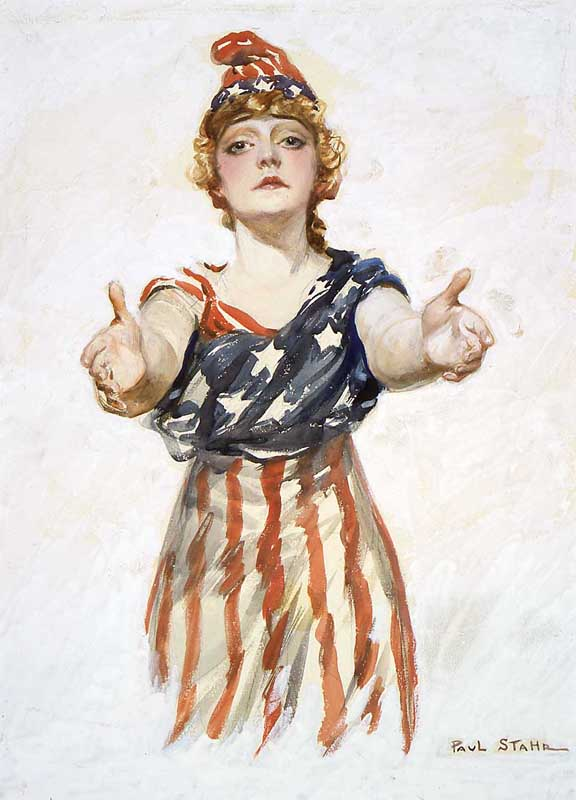
Spersonifikowana Columbia na plakacie patriotycznym z I wojny światowej

Columbia – poetyckie określenie Ameryki i żeńska personifikacja Stanów Zjednoczonych. Stanowiło ono inspirację dla nazywania tym imieniem wielu osób, miejsc, obiektów, instytucji i przedsiębiorstw na półkuli zachodniej i nie tylko.

## Etymologia
Columbia jest nowołacińskim toponimem zbudowanym z rdzenia Columb- pochodzącego od nazwiska podróżnika Krzysztofa Kolumba oraz końcówki -ia, popularnej w łacińskich nazwach krajów (np. Britannia „Brytania”, Gallia „Galia”). Oznacza zatem „Ziemia Kolumba”.

## Historia

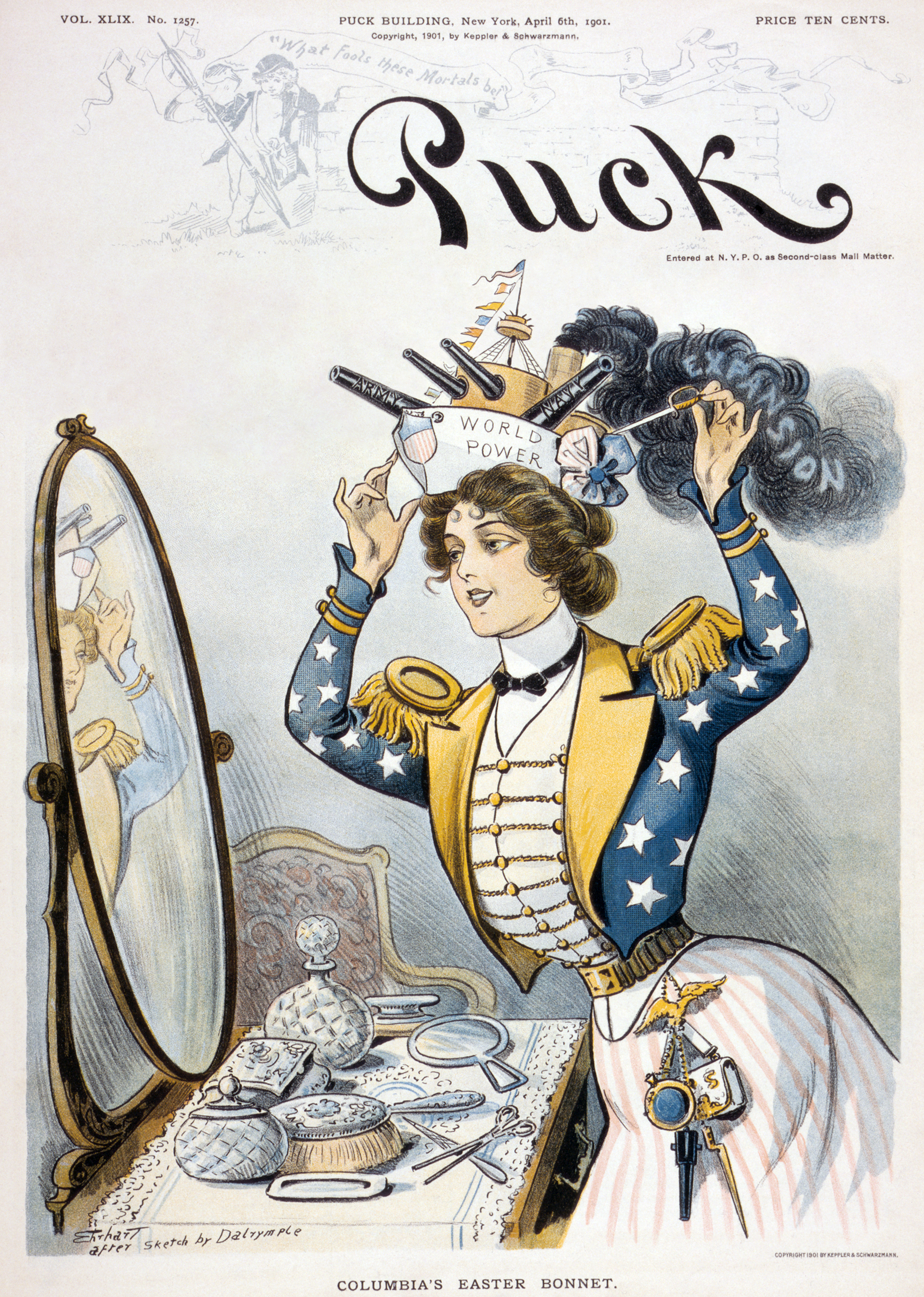
Columbia ma na sobie okręt wojenny, będący jej „wielkanocnym czepkiem”, na którym widnieje napis „World Power” (okładka „Puck”, 6 kwietnia 1901)

Imię Columbia określające „Amerykę” (rozumianą jako „Europejskie kolonie w Nowym Świecie”) znalazło się po raz pierwszy w cotygodniowej relacji z debat parlamentu brytyjskiego, która ukazywała się w Gentleman’s Magazine. Publikowanie debat parlamentarnych było technicznie nielegalne, więc zostały one wydane pod ukrytą nazwą Reports of the Debates of the Senate of Lilliput, a fikcyjne nazwy były używane przez większość osób i miejsc, które znalazły się w zapisie. Większość z nich było przejrzystymi anagramami, lub podobnymi zniekształceniami prawdziwych imion; niektóre z nich były zaczerpnięte bezpośrednio z powieści Jonathana Swifta, Podróże Guliwera, a kilka z nich występowało w klasycznym lub neoklasycznym stylu. Takimi były lerne oznaczające Irlandię, Iberia - będąca określeniem Hiszpanii i Columbia - określenie Ameryki (rozumianej jako „Europejskie kolonie w Nowym Świecie”).
Wydaje się, że nazwa została ukuta przez Samuela Johnsona, którego uważano za autora wprowadzającego eseju („Columbia” już się pojawia w nim), w którym tłumaczył niezwykłość wynikającą z zamiany angielskich nazw na ich odpowiedniki w postaci „liliputów”. Johnson zanotował imię także w Debates w latach 1740–1743. Nazwa pojawiała się później w Gentleman’s Magazine do grudnia 1746 roku. Columbia jest oczywistą kalką językową Ameryki, której podstawę stanowią: nazwisko odkrywcy, Krzysztofa Kolumba i imię nieco mniej znanego Amerigo Vespucciego.
Gdyby postanowienia parlamentu, których wiele decyzji miało bezpośredni wpływ na kolonie, były rozprowadzane i ściśle przestrzegane w brytyjskich koloniach w Ameryce, imię „Columbia” byłoby kojarzone z pokoleniem założycieli Stanów Zjednoczonych.
W drugiej połowie XVIII wieku amerykańscy koloniści zaczęli nabywać poczucia tożsamości, odrębnej od tego jakie posiadali ich brytyjscy kuzyni po drugiej stronie Oceanu. W tym czasie wspólnym zwyczajem w wielu europejskich państwach było używanie łacińskiego imienia w formalnych czy poetyckich kontekstach by dodać sobie dodatkowy stopień poważania w danym kraju. W wielu przypadkach narodowości były spersonifikowanymi pseudo-klasycznymi boginiami o łacińskich imionach. W efekcie w Ameryce, jako kontynencie nieznanym i nie nazwanym przez Rzymian zwyczaj ten mógł ulec naśladowaniu.
W czasie rewolucji amerykańskiej imię Columbia utraciło komiczny wydźwięk odnoszący się do „liliputów” i ugruntowało się jako alternatywna lub poetycka nazwa dla Ameryki. Nazwa Columbia pojawia się na przykład w kolekcji bezpłatnych wierszy napisanych przez absolwentów Uniwersytetu Harvarda w 1761 roku z okazji koronacji i małżeństwa brytyjskiego króla, Jerzego III:
Behold, Britannia! in thy favour'd Isle;
At distance, thou, Columbia! view thy Prince,
For ancestors renowned, for virtues more;
Nazwa „Columbia” szybko zaczęła być stosowana na wiele sposobów, odzwierciedlając amerykańską tożsamość. Zbudowany w 1773 w Massachusetts statek otrzymał miano Columbia, a później stał się sławny jako statek badawczy i użyczył swojej nazwy dla innych „Columbii”.

## Personifikacja

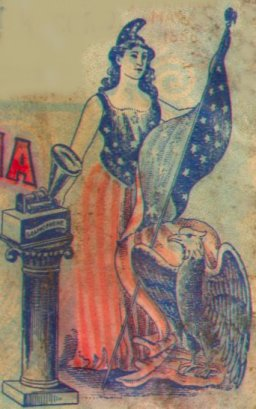
Personifikacja Columbii, na opakowaniu fonografu firmy Columbia Records

Jako pół-mityczna postać Columbia pojawia się po raz pierwszy w poezji Philisa Weathleya, począwszy od 1776 roku, podczas wojny o niepodległość:
One century scarce perform'd its destined round,
When Gallic powers Columbia's fury found;
And so may you, whoever dares disgrace
The land of freedom's heaven-defended race!
Fix'd are the eyes of nations on the scales,
For in their hopes Columbia's arm prevails.
Szczególnie w XIX wieku Columbia była przedstawiana jako bogini - kobieca narodowa personifikacja Stanów Zjednoczonych, porównywalna do Brytanii, włoskiej Italii turrity i francuskiej Marianne, często występujących w politycznych karykaturach XIX i początków XX wieku. Personifikacja Ameryki nazywana była czasem „Lady Columbia” lub „Miss Columbia”.
Wizerunek spersonifikowanej Columbii nigdy nie został ustalony, ale prezentowana była najczęściej jako kobieta między młodym a średnim wiekiem, nosząca klasycznie drapowane szaty, ozdobione gwiazdami i paskami. W popularnej wersji występowała w czerwono-białej sukni w paski i miała na sobie niebieską bluzkę, szal lub skrzydła ozdobione białymi gwiazdkami. Jej fryzura bywała zróżnicowana; czasem wpięte w nią pióra przypominały fryzury Indian, a innym razem miała na sobie wieniec laurowy, lecz najczęściej na jej głowie widniała czapka frygijska.
Posągi spersonifikowanej Columbii można znaleźć w następujących miejscach:
- Statue of Freedom - pochodząca z 1863 roku, znajdująca się na szczycie amerykańskiego Kapitolu choć nie jest obecnie nazywana „Columbią”, to jednak posiada wiele charakterystycznych dla niej cech.
- na szczycie Memorial Hall w Filadelfii, zbudowana w 1876 roku.
- W Jackson Park w Chicago znajduje się Statue of Republic („Golden Lady”), która również uznawana jest jako Columbia
- W National Memorial Cemetery of the Pacific pochodząca z 1949 roku.